# Шукпутов, Андарь Маулешевич
Андарь Маулешевич Шукпутов (каз. Андар Мәулешұлы Шоқпытов род. 17 июня 1958; Новосергиевский район, Оренбургская область, РСФСР, СССР) — казахстанский государственный и политический деятель, дипломат.

## Биография
Андарь Маулешевич Шукпутов Родился 17 июня 1958 года в селе Электрозавод Новосергиевского района Оренбургской области РСФСР.
В 1981 году окончил факультет «Автоматика и системы управления» Казахский политехнический институт В. И. Ленина по специальности инженер-системотехник.
Окончил магистратуру Московского государственного университета нефти и газа им. Губкина по специальности Управление нефтегазовым бизнесом.
кандидат экономических наук, тема диссертации: «Социальная ориентация развития городского хозяйства» (1991).
Чрезвычайный и Полномочный Посланник I класса (2005).

## Трудовая деятельность
Трудовую деятельность начал в 1981 году.
С 1981 по 1984 годы — младший научный сотрудник, заведующий группой Научно-исследовательского института по автоматизации процессов планирования и совершенствования структур управления Госплана Казахской ССР.
С 1986 по 1991 годы — старший научный сотрудник, заведующий сектором, ученый секретарь Научно-исследовательского института по автоматизации процессов планирования и совершенствования структур управления Госплана Казахской ССР.
С 1991 по 1993 годы — консультант, заведующий сектором, заместитель заведующего отделом экономики Аппарата Президента и Кабинета Министров Республики Казахстан.
С 1993 по 1994 годы — помощник вице-президента Республики Казахстан по экономическим вопросам.
С 1994 по 1997 годы — заместитель, первый заместитель Председателя Государственного комитета по управлению государственным имуществом.
С 1997 по 1998 годы — президент Акционерного общества «Агентство по реорганизации и ликвидации предприятий».
С февраль 1998 по сентябрь 1998 годы — вице-министр энергетики, индустрии и торговли Республики Казахстан.
С 1998 по 1999 годы — первый заместитель директора Департамента государственного имущества и приватизации Министерства финансов Республики Казахстан.
С 1999 по 2000 годы — заведующий отделом регионального развития и кадров и регионального развития и социальной сферы Канцелярии Премьер-министра Республики Казахстан.
С сентябрь 2000 по декабрь 2000 годы — заместитель руководителя Канцелярии Премьер-министра Республики Казахстан.
С 22 декабря 2000 по августа 2002 годы — министр охраны окружающей среды Республики Казахстан.
С 10 октября 2002 по 15 октября 2007 годы — Чрезвычайный и полномочный посол Казахстана в Азербайджанской Республике и, по совместительству, Грузии.
С 2007 по 2010 годы — председатель правления Социально-предпринимательской корпорации «Батыс».
С 2010 по 2012 годы — вице-министр финансов Республики Казахстан.
С 2012 по 2014 годы — руководитель аппарата акционерного общества «КазМунайГаз».
С февраль 2014 года по настоящее время — генеральный директор (председатель Правления) ТОО «KMG Drilling&Services».

## Награды
- Орден Курмет (2006)[2]
- Орден Парасат (2018)[3][4]
- Награждён благодарственным письмом Президента Республики Казахстан.
- Награждён правительственными и юбилейными медалями Республики Казахстан.

## Семья
- Жена: Сырланова Сауле Тыныштыкпаевна
- Дети: дочь — Алия (1981 г.р.)[5]